# Niels Fredborg
Niels Christian Fredborg (nascido em 28 de outubro de 1946) é um ex-ciclista dinamarquês que participava em competições do ciclismo de pista.
Participou nos Jogos Olímpicos de Verão de 1964, 1968, 1972 e 1976, na prova de velocidade e 1 km de contrarrelógio, ganhando uma medalha de prata, um ouro e uma de bronze no contrarrelógio em 1968, 1972 e 1976, respectivamente.
No Campeonato Mundial de Ciclismo de Pista, Fredborg venceu a prova de 1 km contrarrelógio em 1967, 1968 e 1970.